# 로마와 게르만 부족 간 전쟁 연표

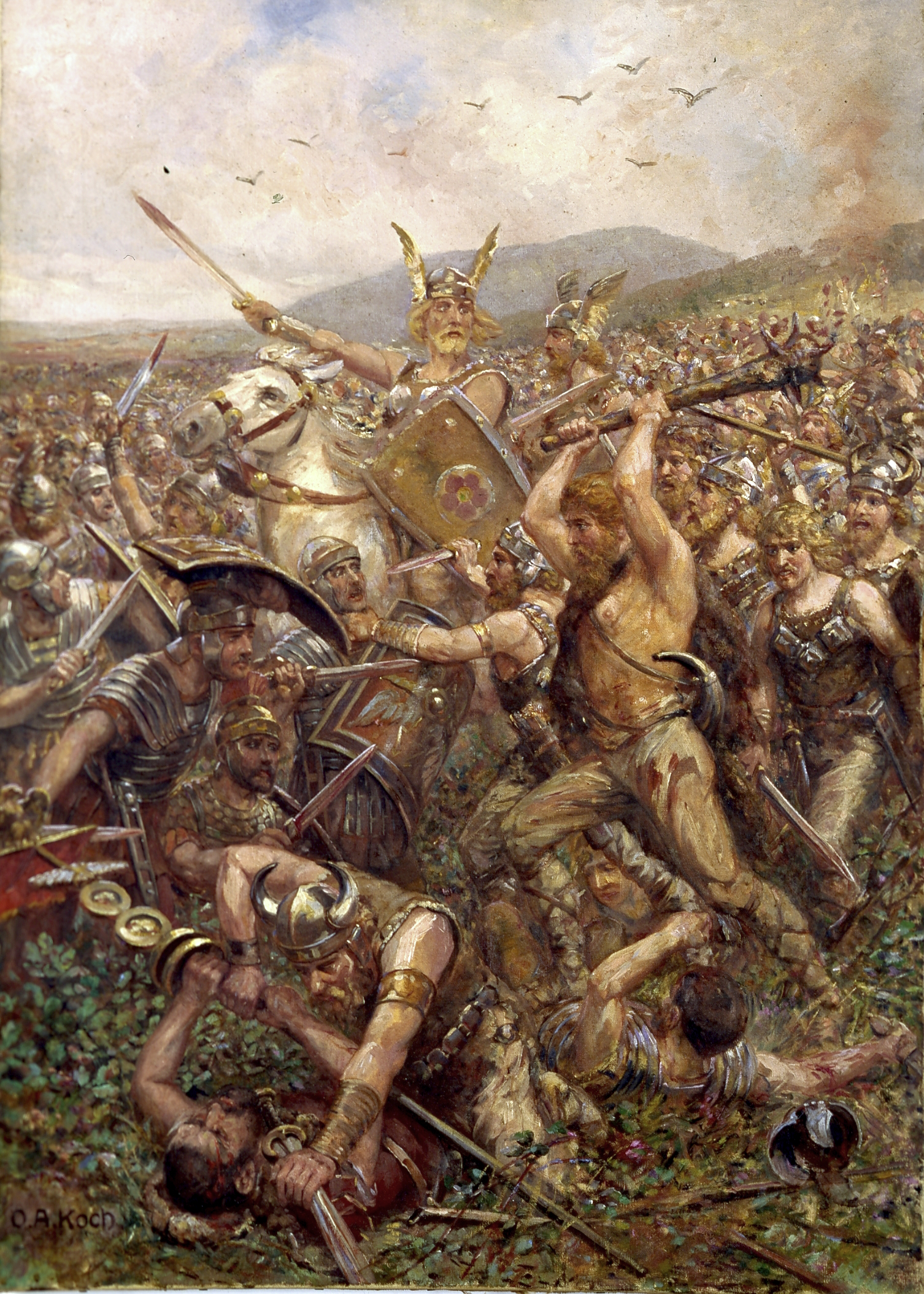
오토 알브레히트 코흐의 '바루스 전투' (1909년)

이 문서는 기원전 113년부터 서기 476년까지 고대 로마와 여러 게르만 부족 간 전쟁 연표를 다룬다. 이 전쟁들의 본질은 로마의 정복 활동, 게르만족들의 봉기, 그리고 기원전 2세기 말부터 시작된 게르만족들의 서로마 제국 침공에 이르기까지 시대에 따라 다양하였다. 이 연속된 분쟁은 476년에 일반적으로는 고대 로마의 멸망 및 특정해서는 서로마 제국의 결정적 멸망으로 이끈 원인 중 하나였다.

## 군사 활동 목록
- 킴브리 전쟁 (기원전 113년 - 101년)
  - 노레이아 전투 (기원전 112년)[1]
  - 아쟁 전투 (기원전 107년)[2]
  - 아라우시오 전투 (기원전 105년)
  - 아콰이 섹스티아이 전투 (기원전 120년)
  - 베르켈라이 전투 (기원전 101년)[3]
- 보주 전투 (기원전 58년)
- 사비스 전투 (기원전 57년)
- '클라데스 롤리아나' (기원전 16년)
- 초기 제정 시대 게르마니아 전쟁 (기원전 12년 – 서기 16년)
  - 아르발로 전투 (기원전 11년)
  - 루피아강 전투 (기원전 11년)
  - 토이토부르크 숲 전투 (서기 9년)
  - 마르시족 전쟁 (14년)
  - 카티족 전쟁 (15년)
  - 브룩테리족 전쟁 (15년)
  - 폰테스 롱기 전투 (15년)
  - 이디스타비소 전투 (16년)
  - 앙그리바리 장벽 전투 (16년)
  - 카티족 전쟁 (16년)
- 바두헨나 숲 전투 (28년)
- 바타비 봉기 (69년–70년)
- 도미티아누스의 카티족 전쟁 (82년)
- 다뉴브강 충돌 (92년)
- 마르코만니 전쟁 (166년–180년)
  - 카르눈툼 전투 (170년)
- 3세기의 위기 (235년–284년)
  - 하르츠호른 전투 (235년경)
  - 니코폴리스 아드 이스트룸 전투 (250년)
  - 베로에 전투 (250년)
  - 필리포폴리스 전투 (250년)
  - 아브리투스 전투 (251년)
  - 테살로니카 공방전 (254년)
  - 테르모필레 전투 (254년)
  - 메디올라눔 전투 (259년)
  - 아우구스타 빈델리코룸 전투 (260년)
  - 마인츠 공방전 (268년)
  - 베나쿠스 호수 전투 (268년)
  - 나이수스 전투 (269년)
  - 플라켄티아 전투 (271년)
  - 파노 전투 (271년)
  - 파비아 전투 (271년)
- 링고네스 전투 (298년)
- 빈도니사 전투 (298년)
- 콘스탄티누스의 게르만 및 사르마티아 전쟁 (306년–336년)
- 세노나이 공방전 (356년)
- 오툉 공방전 (356년)
- 두로코르토룸 전투 (356년)
- 브뤼마트 전투 (356년)
- 아르겐토라툼 전투 (357년)
- 테오도시우스의 브리타니아 전쟁 (367–368)
- 솔리키니움 전투 (368)
- 노비오두눔 전투 (369)
- 고트 전쟁 (376년–382년)
  - 마르키아노폴리스 전투 (376년)
  - 살리케스 전투 (377년)
  - 디발툼 전투 (377년)
  - 아드리아노폴리스 전투 (378년)
  - 아드리아노폴리스 공방전 (378년)
  - 콘스탄티노폴리스 전투 (378년)
  - 테살로니카 전투 (380년)
- 아르겐토바리아 전투 (378년)
- 테살로니카 학살 (390)
- 프리기디우스 강 전투 (394)
- 고트 전쟁 (401년–403년)
  - 아스티 공방전 (402년)
  - 폴렌티아 전투 (402년)
  - 베로나 전투 (403년)
- 파이술라이 전투 (406)
- 라인강 도하 (406년)
- 로마 약탈 (410년)
- 히포 레기우스 공방전 (430년–431년)
- 나르본 전투 (436년)
- 비쿠스 헬레나 전투 (448년경)
- 카탈라우눔 전투 (451년)
- 아퀼레이아 약탈 (452년)
- 로마 약탈 (455년)
- 아일스퍼드 전투 (455년)
- 오르비고 전투 (456)
- 아렐라테 전투 (458년)
- 카르타헤나 전투 (461년)
- 오를레앙 전투 (463년)
- 바시아나이 전투 (468년)
- 헤르마이움 곶 해전 (468년)
- 볼리아 전투 (469년)
- 데올 전투 (469년경)
- 라벤나 전투 (476년)

## 연표

### 기원전 2세기

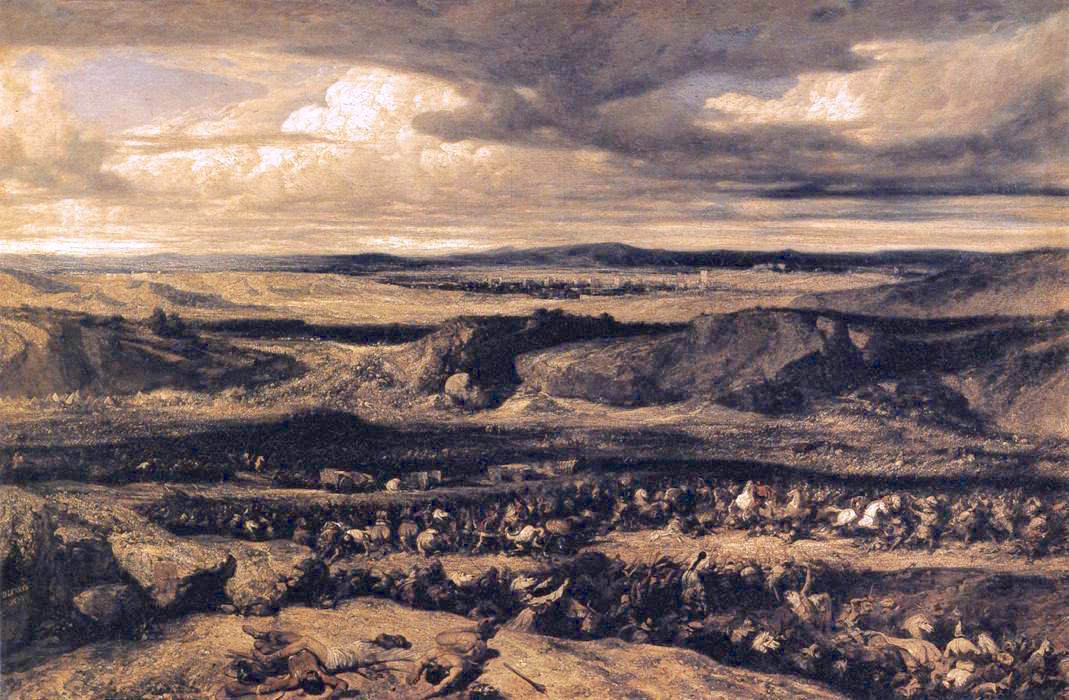
알렉상드르가브리엘 드캉의 '킴브리족의 패배'

- 기원전 113년–101년, 게르만족의 로마 공화정과 충돌, 게르만 전쟁의 시작인 킴브리 전쟁 발발.
  - 기원전 112년, 노레이아 전투,[1] 집정관 그나이우스 파피리우스 카르보 자결.
  - 기원전 107년, 아젱 전투에서 헬베티족이 로마군에 승리를 거두었으며,[2] 집정관 루키우스 카시우스 롱기누스,[2] 장군인 루키우스 칼푸르니우스 피소 카이소니누스 등 전사.[2] (킴브리족의 동맹들과 전투 중)
  - 기원전 105년, 아라우시오 전투, 로마 장군 마르쿠스 아우렐리우스 스카우루스이 처형하고, 프로콘술 퀸투스 세르빌리우스 카이피오, 집정관  그나이우스 말리우스 막시무스 등은 추방당함.
  - 기원전 102년, 집정관 가이우스 마리우스가 아콰이 섹스티아이 전투에서 스키리족과 튜턴족을 패배시킴, 튜턴족 왕 테우토보드 생포, 튜턴족의 멸족, 킴브리족이 아디제강 유역에서 집정관 퀸투스 루타티우스 카툴루스를 패배시킴.[4]
  - 기원전 101년, 집정관 가이우스 마리우스와 마니우스 아퀼리우스 등이 베르켈라이 전투에서 킴브리족을 패배시킴,[3] 킴브리족 왕 보이오릭스가 전사,[3] 킴브리족의 멸족.[3]

### 기원전 1세기

'율리우스 카이사르 발 아래에 무기를 내려놓는 베르킨게토릭스' (리오넬 노엘 루아예 1899년작)

- 기원전 58년–51년, 율리우스 카이사르의 켈트족의 갈리아에서 라인강 지역에 이르는 정복 (갈리아 전쟁).[5]
  - 기원전 58년, 카이사르는 아라르 전투와 비브락테 전투에서 헬베티족에 결정적 승리를 거둠, 카이사르는 보주 전투에서 아리오비스투스가 이끈 수에비족에 결정적 승리를 거둠.[6][7]
  - 기원전 57년, 사비스 전투.
  - 기원전 55년, 카이사르의 텡테리족과 우시페테스족에 대한 개입, 카이사르는 뫼즈강과 라인강 근처에서 게르만족 군대를 격퇴시킨 다음 모두 다하여 43만 명에 이르는 여성과 아이들을 학살함, 카이사르가 수에비족에 맞서 처음으로 라인강을 도하함, 카이사르의 브리튼 침공, 암스테르담 자유 대학교와 고고학자들은 카이사르의 전투가 오늘날 네덜란드의 케설 인근에서 벌어졌다는 실질적 증거를 찾아냈다고 주장하였다.[8]
  - 기원전 54년, 카티볼쿠스와 암비오릭스가 이끈 에부로네스족이 게미나 제14군단을 전멸시켰고,[9][10] 루키우스 아우룬쿨레이우스 코타와 퀸투스 티투리우스 사비누스가 전사함.
  - 기원전 53년, 카이사르가 두 번째로 라인강을 건너 에부로네스족에 대한 보복을 가함, 에우보로네스족의 멸족.
  - 기원전 52년, 켈트의 갈리아 몰락, 갈리아가 로마 속주가 됨.
- 기원전 46년, 베르킨게토릭스의 처형.[11]
- 기원전 30–29년, 수에비족의 도움을 받은 모리니족과 트레비족의 반란이 프로콘술들인 가이우스 카리나스와 가이우스 코르넬리우스 갈루스에게 진압.[12]
- 기원전 20년, 갈리아 트란살피나의 총독 마르쿠스 빕사니우스 아그리파이 군사 도로들을 건설하였으며 그 중에서도 특히나 루그두눔--디보도룸--트레베로룸--아그리피넨시움 (리옹에서 쾰른)으로 이어지는 군사 도로를 건설함.
- 기원전 16년, '클라데스 롤리아나',[13] 시캄브리족과 그 동맹들에 의한 알라우다이 제5군단의 전멸, 노리쿰 왕국의 멸망.
- 기원전 16–13년, 라인강에 아우구스투스 황제가 방문, 갈리아가 세 개 지역으로 재편성 (트리어가 중심지), 라인강 왼쪽 강변을 요새화하고 엘베강이 있는 게르마니아의 정복을 결정], 로마가 프리시족에게 공물을 바침, 로마에 의한 라인강 동쪽 침입이 시작, 오늘날 마인츠의 건설이 시작.
- 기원전 12–9년, 엘베강에서 북해까지 이르는 드루수스의 공격, 루피아 강 전투, 케루스키족, 마르시족 시캄브리족[14] 등의 복속, 카티족, 마티아키족, 텡크테리족, 우시페테스족의 침략, 라인강 하류를 따라 있는 프리시족 및 그 외의 게르만 부족들의 패배,[15] 드루수스 운하 건설,[16] 로마의 할테른 암 제, 크산텐, 할테른, 오베라덴, 홀슈테르하우젠, 안레펜, 베킹하우젠 등 새로운 요새 건설.[17]
- 기원전 9년, 마그나 게르마니아 (중심 도시 쾰른) 설치, 로마 제국과 게르만 부족 간 강화 조약, 마르코만니족이 보이족 영토에 정착.[18]
- 기원전 8–7년, 베저강 양쪽으로 군사 요새들을 설치, 라인강 서쪽의 시캄브리족과 수에비족 등 40,000명이 추방.[19][20][21]
- 기원전 6–2년, 루키우스 도미티우스 아헤노바르부스가 로마군을 이끌고 엘베강을 도하. 라인강과 엠스강 사이 넓은 늪지대 사이 폰테스 롱기라고 불린 군사 도로 건설.[22] 헤르문두리족의 복속 및 마르코만니족 영토로 강제 이주.[23]

### 1세기
- 서기 1–4년, 카티족[24][25]과 브룩테리족의 봉기 (immensum bellum)[26]가 엘베강을 찾은 티베리우스에게 진압. 칸니네파테스족, 카투아리족, 케루스키족이 다시 한번 복속됨. 엘베강 양옆을 끼고 살던 랑고바르드족, 셈노네스족, 카우키족 및 다른 부족들이 복속됨.[27]
- 5년, 로마 해군이 처음으로 킴브리반도에 도달. 킴브리반도에 살던 킴브리족, 카루데스족, 셈노네스족 및 다른 게르만 부족들이 스스로를 로마인들의 친구라 선언.[28][29]
- 6–9년, 일리리쿰 반란으로, 수에비계 마르코만니족에 대한 로마의 대대적인 군사 활동이 취소됨. 로마군은 발칸반도와 판노니아에서 일어난 반란 진압을 위해 마그나 게르마니아에 배치된 군단 11개 중 8개를 이동시킴.[30]
- 6년, 바루스가 치안 유지 및 세금 징수, 사법 활동 등 임무를 맡은 게르마니아 총독 자리를 사투르니누스에게 이어받음.
- 6년, 바루스가 치안 유지 및 세금 징수, 사법 활동 등 임무를 맡은 게르마니아 총독 자리를 사투르니누스에게 이어받음.
- 9년, '클라데스 바리아나', 토이토부르크 숲 전투에서 아르미니우스에 의해 제17군단, 제18군단, 제19군단이 전멸, 바루스의 자결, 라인강 동부의 주둔지들 상실.[31][32][33] 로마 제국은 게르마니아에서 전략적 후퇴 실시. 마로보두스와 세게스테스 등이 이끈 친로마 성향의 게르만 동맹이 아르미니우스에게 등을 돌림.[34] 알리소의 로마 주둔군의 저항과 로마의 라인강 지원군 도착이 아르미니우스의 갈리아 침입을 막음.[35]
- 10년–13년, 티베리우스의 게르마니아 지역 군사 활동 및 리페강 유역에 대한 개입, 게르마니쿠스가 임무 대체, '리메스 게르마니쿠스' 건설 시작.
- 14년, 게르마니아 지역 군단들의 반란.
- 14년–16년, 케루스키족, 카티족, 브룩테리족, 마르시족에 대한 로마의 보복, 투스넬다 생포, 토이토부르크 숲 전투에서 상실한 군단기 2개 회수.

이디스타비오 전투와 앙그리바리 장벽 전투.

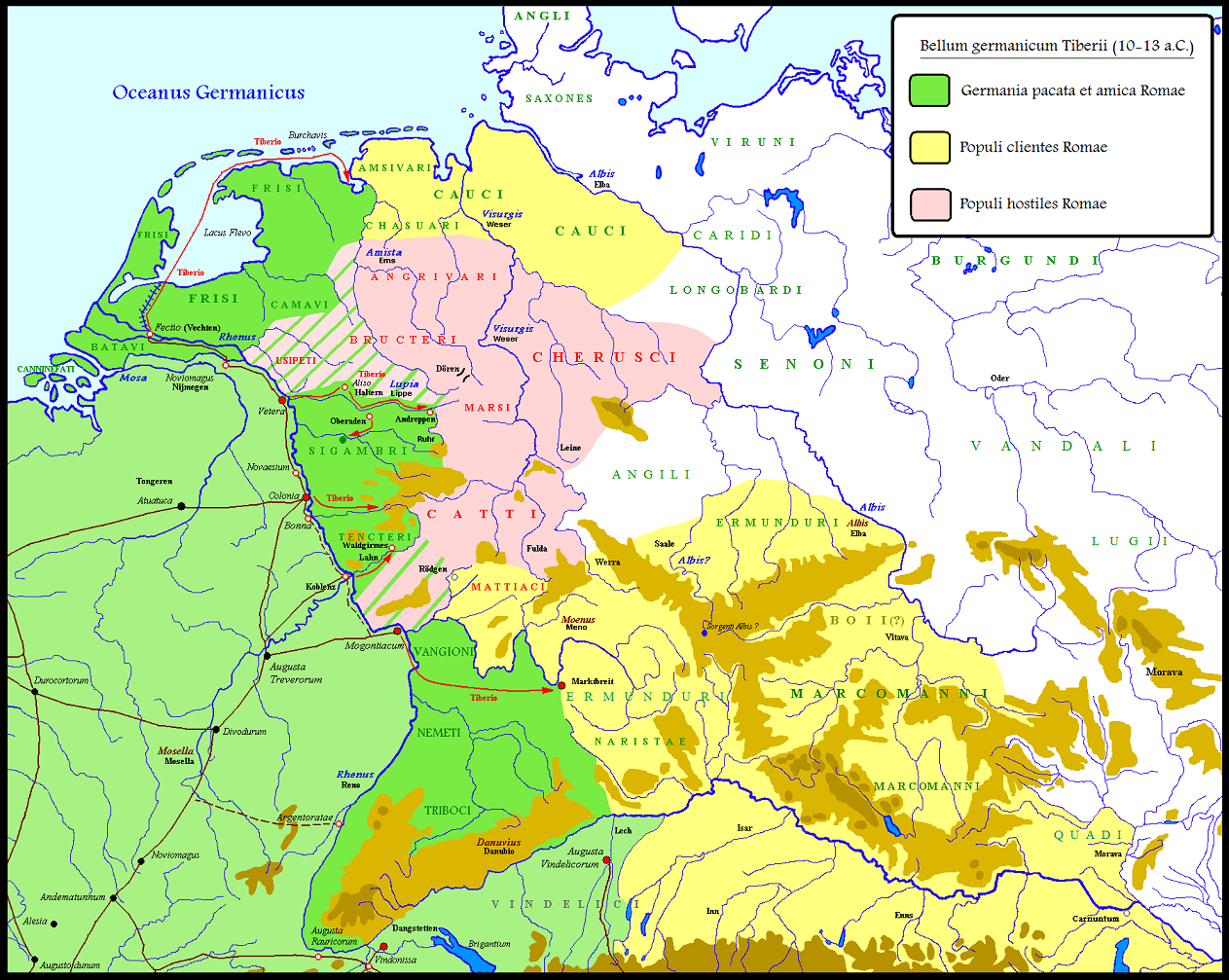
10년/11년-13년 기간 티베리우스와 게르마니쿠스의 군사 활동. 분홍색은 아르미니우스가 이끈 반로마 성향 게르만 동맹. 녹색은 로마군이 직접적으로 소유한 지역. 노란색은 로마의 위성국들

- 17년, 티베리우스의 라인강 동부에 대한 공세 중단, 친로마 세력과 반로마 세력 성향을 띠는 게르만족 부족들 간의 내전이 교착 상태로 종료.[36][37]
- 19년, 게르마니쿠스의 죽음.
- 20년, 여러 차례 로마의 지원을 받아서, 반니우스가 헤르문두리족의 왕 비빌리우스가 마르코만니족의 왕 카투알다를 패배시킨 이후 권력 공백 상황에서 권력을 차지하고, 반니우스 왕국 (regnum Vannianum)을 세움. 반니우스는 로마 제국의 종속국 국왕으로 서기 20년부터 50년까지 군림함.[38]
- 21년, 아르미니우스의 암살.
- 28년, 프리시족의 봉기, 세금 징수자들이 교수형을 당함, 로마군이 바두헨나 숲 전투에서 패배.
- 41년, 클라우디우스 황제의 카우키족에 대한 공세, 토이토부르크 전투에서 상실한 세 번째 군단기 회수.
- 47년, 크나이우스 도미티우스 코르불로가 라인강을 도하하고, 프리시족과 카우키족을 제압한 후 이들의 영토를 정복.[39][40]
- 50년, 클라우디우스 황제의 카티족에 대한 공세, 로마인 포로들의 해방.[41]
- 54년, 네로 황제 시기, 프리시족의 공격이 격퇴당함.[42]
- 69년–70년, 바타비족 봉기, 바티족이 로마 군단 2개를 전멸시킴, 큉투스 페틸리우스 케리알리스가 반란을 진압.[43]
- 72년, 베스파시아누스 황제, 로마군이 아그리 데쿠마테스를 차지하고 정착함.
- 82년–83년, 도미티아누스 황제 시절 카티족에 대한 군사 활동. 로마군이 마티아키족, 헤르문두리족, 케루스키족, 트리보키족 등의 도움으로 카티족 영토를 정복함, 네메테스족의 복속, 라덴부르크, 노이엔하임, 줄츠, 가이슬링엔, 로텐부르크안데어라버, 부를라딩엔. 고마딩엔, 돈슈테텐, 귄츠부르크 등 새로운 로마 요새 설치.[44][45][46][47]
- 89년, 루키우스 안토니우스 사투르니누스 휘하, 게미나 제14군단, 라팍스 제21군단이 카티족의 반란으로 로마에 반란을 일으킴.[48]

### 2세기
- 165년경, 랑고바르드족과 우비족이 판노니아를 침입.
- 166년–180년, 게르만 부족들이 로마 제국의 국경, 그 중에서도 특히 라이티아와 모이시아 속주를 침입, 마르코만니 전쟁.
- 180년, 고트족이 흑해 연안에 도달.

### 3세기
- 213년–214년, 카라칼라 황제의 알레만니족에 대한 성공적 군사 활동, 라이티아와 게르마니아 수페리오르 요새 시설들에 대한 강화[49]
- 235년–284년, 3세기의 위기.
  - 235년, 하르츠호른 전투.
  - 238년, 고트족의 이스트리아 약탈,[50]
  - 248년–249년, 고트족의 마르키아노폴리스 약탈.[50]
  - 250년, 로마군의 니코폴리스 아드 이스트룸 전투 승리. 고트족의 베로에 전투 승리. 크니바가 이끈 고트족의 필리포폴리스 공방전 및 약탈.[51]
  - 251년, 로마 군단 세 개가 아브리투스 전투에서 고트족에 패배, 데키우스 황제, 헤렌니우스 에트루스쿠스 공동 황제가 전사함.
  - 254년, 테살로니카 공방전 당시 테살로니카에서 로마의 방어 성공. 테르모필레 전투 당시 아카이아에서 로마의 방어 성공.
  - 259년, 메디올라눔 전투에서 알레만니족 300,000명 사망.

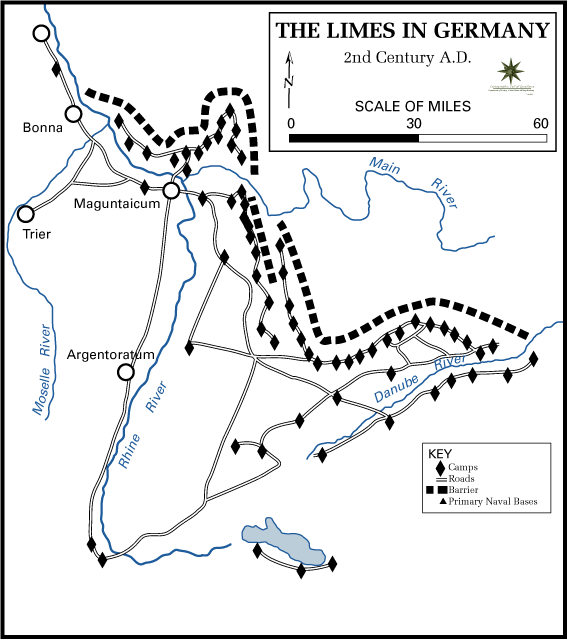
로마는 서기 259년에 마인강과 라인강 사이 지역 (아그리 데쿠마테스)을 포기함, 수십 개의 로마 군영들이 유기됨.

- - 259년–260년, 로마는 아그리 데쿠마테스의 농업 지역들을 포기하고, 라인강 뒤로 철수.
  - 260년–274년, 바타비족 출신으로 추정되는 포스투무스[52]가 스스로를 로마령 갈리아, 브리타니아, 로마령 히스파니아, 게르마니아 등을 포함한 갈리아 제국의 황제로 선포함. 그는 프랑크족과 알레만니족에 대해 군사 활동을 성공적으로 마친 뒤 게르마니쿠스 막시무스라는 직위를 사용.[53]
  - 267년경–269년, 고트족의 침입, 고트족이 마르키아노폴리스와 크리소폴리스를 공격함, 비잔티움 약탈.
  - 268년, 마인츠 공방전, 베나쿠스 호 전투, 갈리아 황제 포스투무스 암살.
  - 269년, 나이수스 전투,[54] 고트족 침입 종료.
  - 271년, 플라켄티아 전투, 파노 전투, 파비아 전투, 알레만니족 병력의 전멸, 아우렐리아누스 황제가 또 한번의 고트족의 침입을 격퇴했으나 도나우강 북쪽의 다키아 속주를 영구적으로 포기함,[55] 아우렐리아누스 장벽 건설 시작.
  - 277년–278년, 프로부스 황제의 고트족, 알레만니족, 롱기오네스족, 프랑크족, 부르군트족에 대한 군사 활동 성공.[56] 전해진 바에 의하면, 이 군사 활동 중 야만족 400,000명이 죽었다고 함, 루기족 전체가 멸족당함.[57]
- 286년, 막시미아누스 황제 시기 알레만니족, 부르군트족, 헤룰리족, 카이보네스족에 대한 군사 활동.
- 287년–288년, 살리 프랑크족, 캄비족, 프리슬란트족 등이 로마 제국에 항복하고 복속됨. 막시미아누스는 이들을 인력 확충 및 그 외 게르만 부족들의 정착을 막기 위해 게르마니아 인페리오르로 이주시킴.[58][59]
- 292년, 콘스탄티우스는 라인란트 하구에 정착해 있던 프랑크족들에 승리를 거두고, 톡산드리아 인접 지역으로 이주시켜 라인강 상류 지역을 따라 완충 지역을 형성하고 경비 병력으로 세움.[58]
- 296년, 프리슬란트인들이 라이티 신분으로 로마 영토으로 이주당함.[60]
- 298년, 링고네스 전투.
- 298년, 빈도니사 전투.

### 4세기
- 306년–310년, 콘스탄티누스 대제가 프랑크족을 라인강 너머로 몰아내고 이들의 왕 아스카리크와 메로가이수스 등 두 명을 생포함. 이 두 명은 '아드벤투스' 행사 중 트리어의 원형 극장에 있던 야수들에게 먹이로 던져짐.[61] 콘스탄티누스가 308년과 310년에 라인강을 도하하여, 프랑크족과 브룩테리족의 영토를 황폐화시킴.[62]
- 332년, 콘스탄티누스 대제 시기 로마의 다뉴브강 이북 공격. 고트족 고위 귀족 아리아리쿠스 생포. 로마군에 항복한 거의 10만 명에 이른 고트족들이 사망.[63][64][65][66][67][68]
- 306년–337년, 30여년간의 군사 활동 끝에 콘스탄티누스는 갈리에누스와 아우렐리아누스가 포기한 영토들의 유리한 지점들의 통치권을 회복함. 여기에는 알레만니족의 아그리 데쿠마테스, 사르마티아인들한테서 티서강 남부 평야 (바나트), 고트족한테서 올테니아와 왈라키아를 포함한다.[69][70][71]
- 350년경, 프랑크족이 게르마니아 인페리오르를 침입함.
- 354년–355년, 콘스탄티우스 2세 시기 로마군이 알레만니족에 두 번의 승리.[72][73]
- 356년, 미래의 황제인 배교자 율리아누스가 콜로니아 아그리피나 (쾰른) 탈환, 알레만니족의 세노나이 공방전, 알레만니족의 오툉 공방전,  렝스 전투, 브루마트 전투.

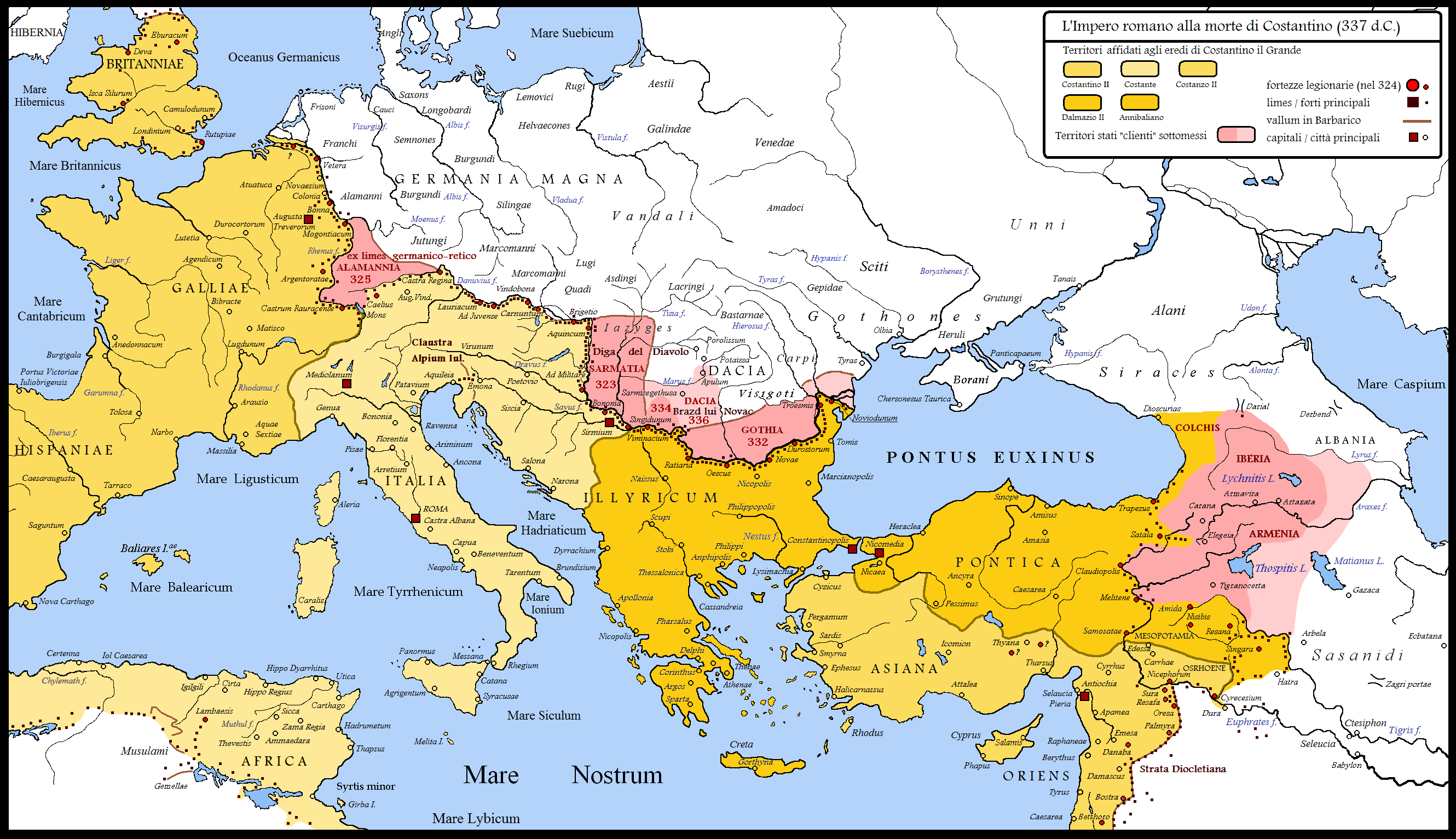
콘스탄티누스 시대 로마 제국의 북방과 동방 국경 및 306년과 337년 사이 30여년간 획득한 영토들.

- 357년, 로마의 장군 바르바티오 및 율리아누스가 주도한 로마의 알레만니 영토 공격, 라에티족의 루그두눔 (리옹)을 공격, 알레만니족에 대한 조직적 공세 중단, 아르겐토라툼 전투, 알레만니족 왕 크노도마리우스 생포, 율리아누스가 모군티아쿰에서 라인강을 도하하여 알레만니족계 왕국 세 개를 복속시킴, 프랑크족이 뫼즈강 유역에서 추방당함.[74]
- 358년, 알레만니족계 유퉁기족이 라이티아 속주를 공격함, 알레만니족이 카스트라 레기나 (레겐스부르크)를 파괴함, 율리아누스가 살리 프랑크족을 복속시켰고 카마비족을 하말란트로 쫓아냄.
- 359년, 로마 장군 바르바티오의 처형, 율리아누스가 모군티아쿰을 탈환, 콘스탄티누스 2세 황제가 브리게티오 (코마롬)에서 도나우강을 건너 콰디족 영토를 황폐화시킴.[75]
- 365년–366년, 알레만니족이 로마령 갈리아 침입, 알레만니족이 로마령 갈리아에서 축출됨.
- 367년, 알레만니족의 모군티아쿰 약탈, 솔리키니움 전투, 동로마 황제 발렌스 황제가 이끄는 로마군이 고트족계 그레우퉁기족을 격퇴시키고 이들의 왕 에르마나리크를 생포함.[76]
- 367년–368년, 색슨족과 프랑크족의 브리타니아와 로마령 갈리아에 대한 대대적 공세, 네크타리두스의 죽음.
- 367년–369년, 동로마 황제 발렌스 시기 고트족계 테르빙기족에 대한 공격.[77][78]
- 368년, 발렌티아누스 대제가 알레만니 영토에 대한 공격, 로마 제국의 라인강 도하.
- 369년, 알레만니족이 하이델베르크 인근 요새 하나를 파괴함.
- 370년, 색슨족의 로마령 갈리아 침입, 침입한 모든 색슨족들이 죽음, 발렌티니아누스 대제의 알레만니족 영토 침공, 로마가 알레만니족계 부키노반테스족 수천 명을 생포, 알레만니족 왕 마르키아누스 폐위, 고트족계 그레우퉁기족에 대한 훈족의 공격.[79][80][81][82][83][84]
- 374년, 콰디족 왕 가비니우스의 암살, 콰디족과 사르마티아족의 옛 일리리쿰 지역 침공.
- 375년, 로마 제국의 콰디족 영토 약탈, 서로마 황제 발렌티니아누스 1세가 평화 협상 중 사망.

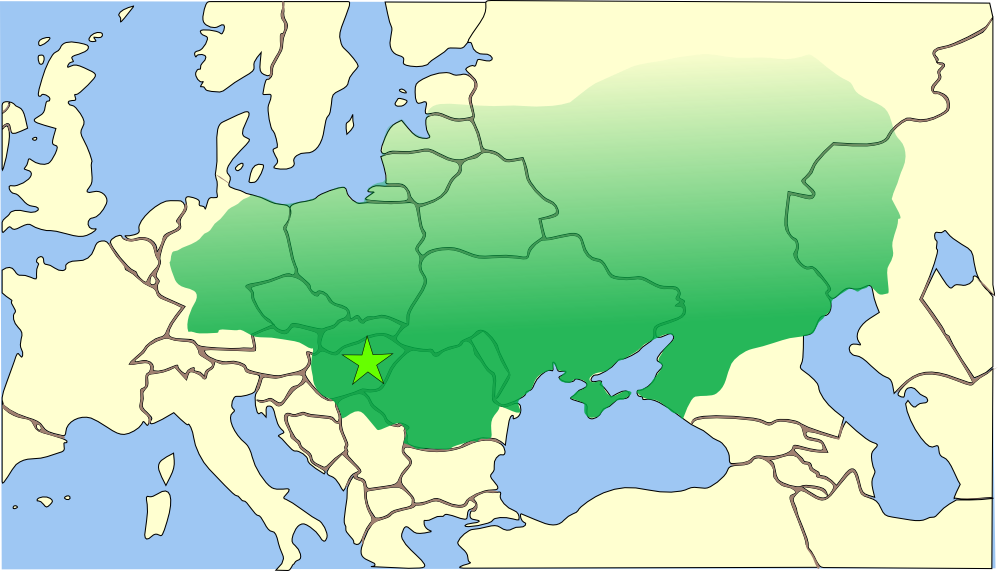
리메스 너머 로마 제국으로 게르만 부족들을 밀어내는 훈 제국.

- 376년, 훈족의 침략, 동고트족과 서고트족에 대한 훈족의 전쟁, 고트족 왕 에르마나리크의 자결, 또 다른 고트족 왕 비티메르의 전사.[85][86]
- 376년–382년, 고트족계 테르빙기족 (서고트족)에 대한 훈족의 침략,[79][80][81][82][83][84] 고트 전쟁,[79][81][82][87][88][89][90] 고트족에 의해 발칸반도 전역이 약탈되고 파괴됨.
  - 377년, 살리케스 전투,[91] 고트족 족장 파르노비우스 전사.
  - 378년, 아드리아노플 전투,[92][93] 동로마 황제 발렌스 전사, 서로마 제국의 쇠퇴 시작.[94]
- 377년–378년, 족장 알라테우스가 이끈 고트족계 그레우퉁기족의 트라키아와 모이시아 침공.
- 378년, 알레만니족의 알자스 침공, 아르겐토바리아 전투, 알레만니족계 레티엔세스족 멸족, 알레만니 왕 프리아리우스 전사.
- 380년, 테살로니카 전투, 고트족 족장 프리티게른 사망, 색슨족의 해상 약탈 시작, 색슨족 이주 시작.
- 382년, 로마와 고트족 간 평화, 테르빙기족, 타이팔리족, 빅토할리족 등 대규모 고트족 무리들이 트라키아 속주의 다뉴브강 남쪽을 따라 정착함.
- 383년, 알레만니족계 유퉁기족의 라이티아 속주에 대한 실패로 끝난 침략.
- 387년, 족장 알라테우스가 이끈 고트족계 그레우퉁기족의 트라키아와 모이시아에 대한 실패로 끝난 침략, 알라테우스의 전사.
- 390년, 테살로니카 학살.
- 392년, 발렌티니아누스 2세 황제의 교수, 프랑크족 장군인 아르보가스트가 에우게니우스를 서로마 황제에 앉힘.
- 394년, 고트족 용병 20,000명이 프리기디우스 전투에서 동로마 황제 테오도시우스 대제를 지원, 프랑크 장군 아르보가스트의 자결, 허수아비 서로마 황제 에우게니우스 처형.
- 395년, 고트족 용병들이 집정관 루피누스를 암살.

### 5세기
- 401년–402년, 반달족의 라이티아 침략.
- 401년–403년, 알라리크 1세 휘하 서고트족의 이탈리아 침공, 고트 전쟁.
  - 402년, 스틸리코가 고트족의 아스티 포위를 풀어냄.
  - 402년, 폴렌티아 전투에서 알라리크가 스틸리코에게 패함.
  - 403년, 알라리크의 군대가 베로나 전투에서 전멸당함, 스틸리코가 서고트족을 일리리쿰으로 밀어냄.
- 405년–406년, 플로렌티아 공방전,[95] 파이술라이 전투,[96] 고트족 왕 라다가이수스의 처형 (406년 8월),[97] 12,000명의 고트족 고위 신분의 전사들이 로마군으로 편입.[95][97] 프랑크계 부족 연합과 반달족 간 전쟁 (반달족 왕 고디기젤이 전사), "모군티아쿰 전투" (레스펜디알 왕 휘하의 알란족 군대가 반달족들을 구원함), 반달족, 수에비족, 부르군트족, 알란족 등의 라인강 도하 (405년–406년, 정확한 시기는 논쟁).[98]
- 406년, 브리타니아에서 마르쿠스의 로마 황제 자칭 (406년 말, 라인강 도하에 대한 대응으로 추정).[98]
- 408년, 훈족의 울딘이 이끄는 훈족 및 게르만 용병들의 실패로 끝난 모이시아 침공, 수천 명의 게르만 용병들 생포, 로마 장군 스틸리코 (8월)의 처형, 포이데라티들의 배우자 및 자녀들의 학살, 서고트족의 로마 공방전, 색슨족의 브리타니아 침공.

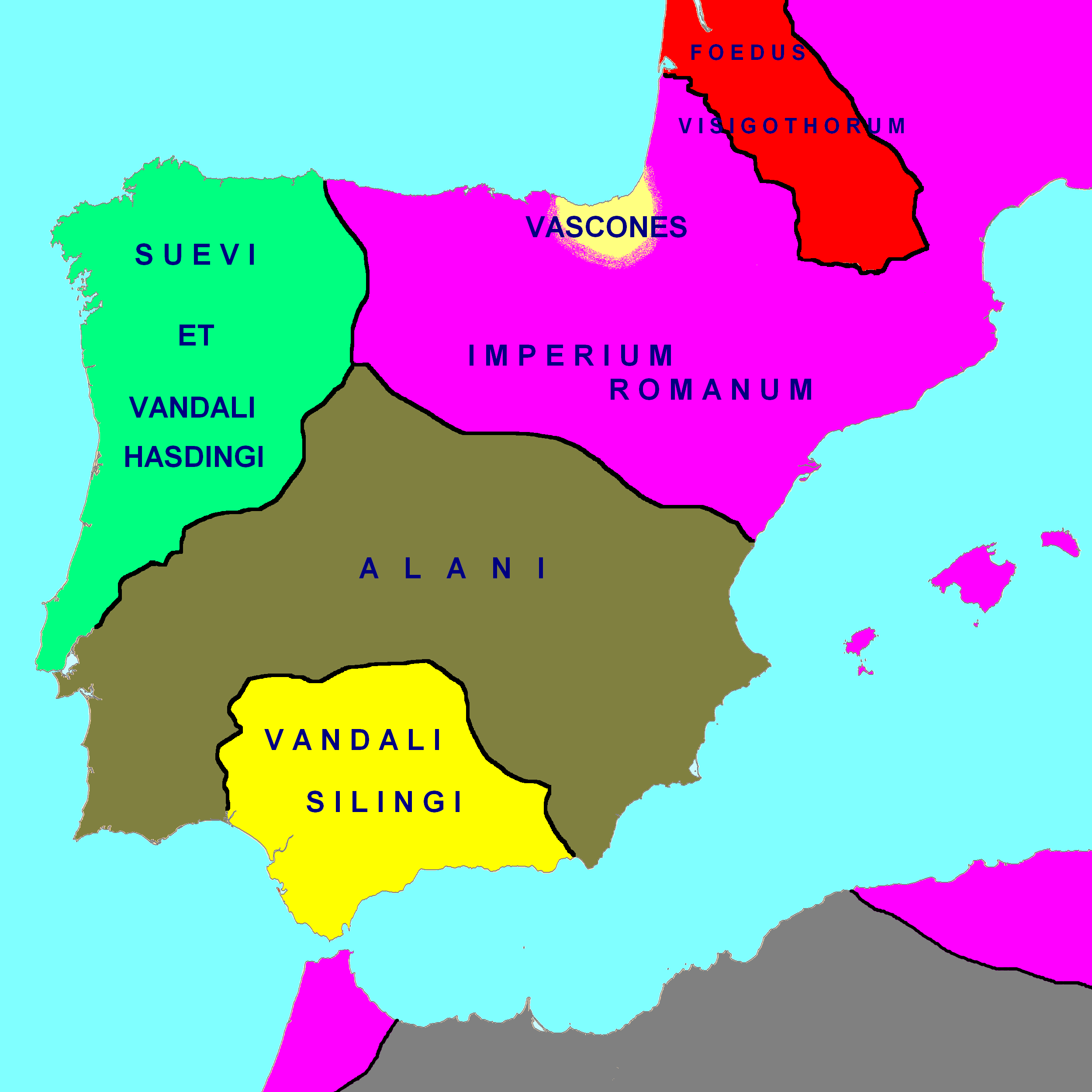
418년경 로마령 아프리카 침공 이전 반달족 왕국 (노란색)과 이들의 동맹 사르마티아계 알란족

- 409년, 서고트족의 두 번째 로마 공방전. 반달족, 수에비족 (마르코만니족, 콰디족, 부리족), 알란족 등의 로마령 스페인 침공 (409년 9월 혹은 10월).[99]
- 410년, 서고트족의 로마 약탈, 서고트족의 반달족에 대한 공격 시작, 픽트족, 스코트족, 아일랜드계 켈트족 등의 침략 시작, 로마의 브리타니아 통치 종말, 수에비족이 갈리시아에 왕국을 세움.
- 411년, 요비누스가 부르군트족, 프랑크족, 알란족의 도움을 받아 스스로 서로마 황제라 선포, 부르군트족들이 군다하르 왕 지도 하에서 라인강 서부에 왕국을 건국. 프랑크족의 첫 번째 트리어 약탈[100]
- 413년, 아타울프 왕이 이끈 서고트족의 나르본과 툴루즈 점령. 황제 주장자 요비누스의 처형. 프랑크족의 두 번째 트리어 약탈.[100]
- 421년, 프랑크족의 세 번째 트리어 약탈.[100]
- 422년, 로마군의 프랑크 왕 테우데메레스 생포와 처형, 로마군의 반달족 공격.
- 426년–436년, 서로마 황제 발렌티니아누스 3세 시기 갈리아 남부의 서고트족에 대한 군사 활동, 나르본 전투, 서고트족 족장 아나올수스 생포.
- 428년–431년, 라인강과 도나우강의 살리 프랑크족, 알레만니족계 유퉁기족에 대한 로마의 실패로 끝난 군사 활동, 오세르의 게르마누스가 로마-브리튼족 연합군을 이끌고 색슨족 침략군에 승리를 거둠.[101]

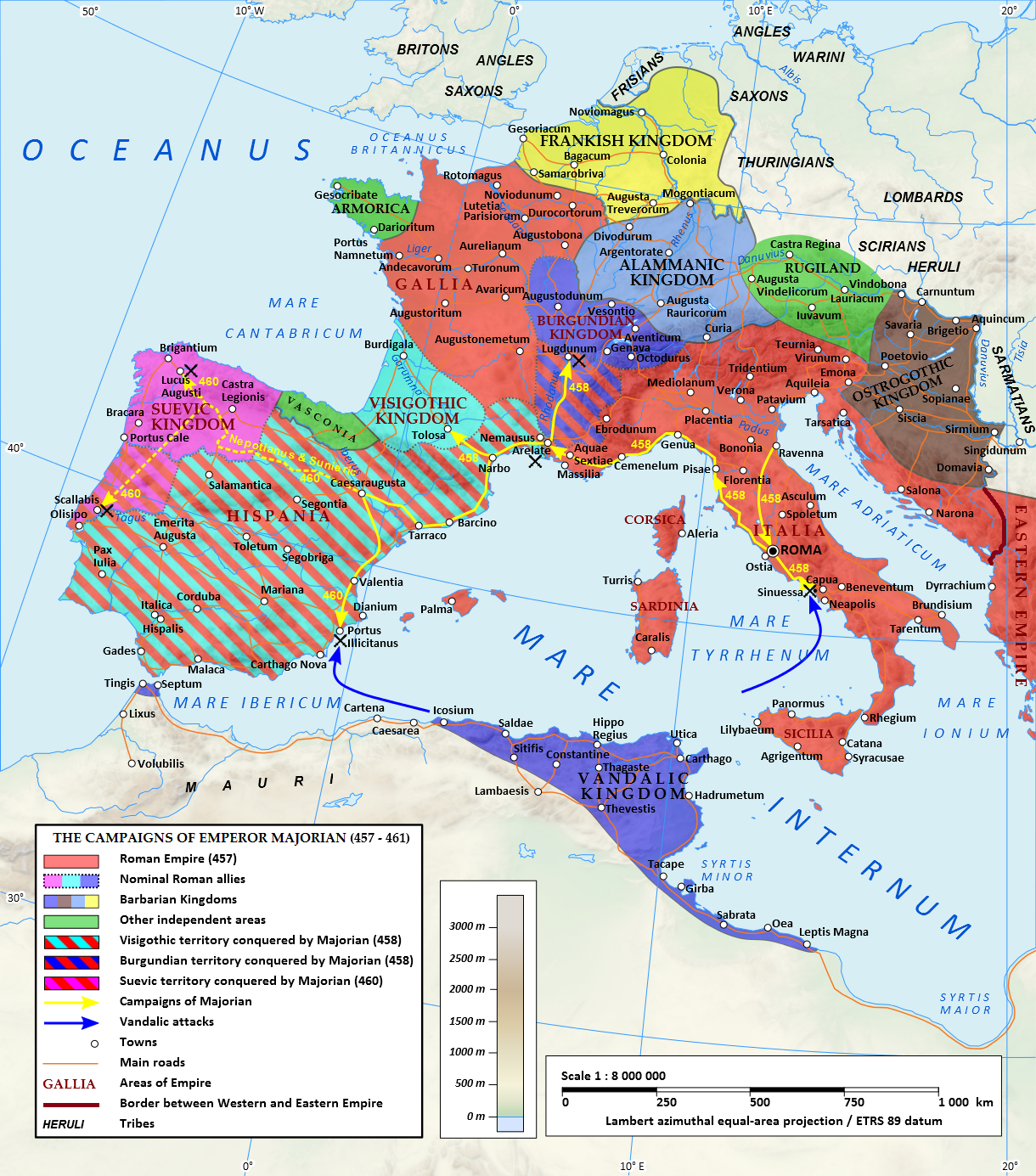
4년간 재위 기간 마요리아누스는 히스파니아 대부분과 갈리아 남부를 재정복함과 동시에 서고트족, 부르군트족, 수에비족 등을 포이데라티 지위로 떨어트려 영향력을 약화시켜냈다.

- 428년 혹은 435년, 프랑크족의 네 번째 트리어 약탈.[100]
- 429년–439년, 왕 겐세리크가 이끈 반달족이 아프리카를 침공, 히포 레기우스 공방전, 반달족의 카르타고 점령, 반달족의 로마 해군에 대한 승리, 시칠리아 약탈, 반달족의 해상 노략 시작.
- 431년, 살리 프랑크족의 솜강 침공.
- 436년–437년, 로마가 이끄는 훈족 용병들이 부르군트족의 라인란트 지역을 침공, 부르군트 왕 군다하르 전사.
- 443년경, 브리타니아의 내전 상태 돌입, 브리튼족의 탄식, 서로마 황제 발렌티니아누스 3세의 브리타니아 속주 철수
- 445년경–450년, 클로디오 왕이 이끈 살리 프랑크족의 갈리아 북부를 침공하여, 투르네와 캉브레 등을 정복.[100]
- 448년, 로마 장군 아이티우스가 비쿠스 헬레나 전투에서 살리 프랑크족을 격퇴.[100] 프랑크 왕 클로디오가 전사.
- 451년, 훈족의 아틸라가 이끄는 훈족을 비롯한 프랑크족, 고트족, 부르군트족 용병들이 갈리아를 침공, 트리어 약탈, 메츠 공격, 오를레앙 공방전, 아이티우스 장군이 이끈 로마, 프랑크, 서고트족 연합군이 샬롱 전투에서 훈족을 막아냄, 서고트 왕 테오도리크 1세 전사.
- 452년, 훈족의 아틸라 지휘 하에서 북부 이탈리아 침공: 비케티아, 베로나, 브릭시아, 베르가뭄 ,밀라노, 아퀼레이아 약탈.
- 453년, 훈족과 게르만족의 콘스탄티노플 공격, 훈족의 아틸라가 과음으로 사망.
- 454년, 로마 장군 아이티우스 암살, 게피드족이 판노니아에 왕국을 건설.
- 455년, 반달족의 로마 약탈, 반달족이 리키니아 에우독시아 황후 생포.
- 456년, 서고트족이 오르비고 전투에서 갈리시아의 수에비 왕국을 격퇴.
- 458년, 마요리아누스 황제가 로마군을 이끌고 시누에사 인근에서 반달족에 승리를 거둠,[102] 로마군이 아렐라테 전투가 벌어진 갈리아 남부에서 서고트족에 승리를 거둠.

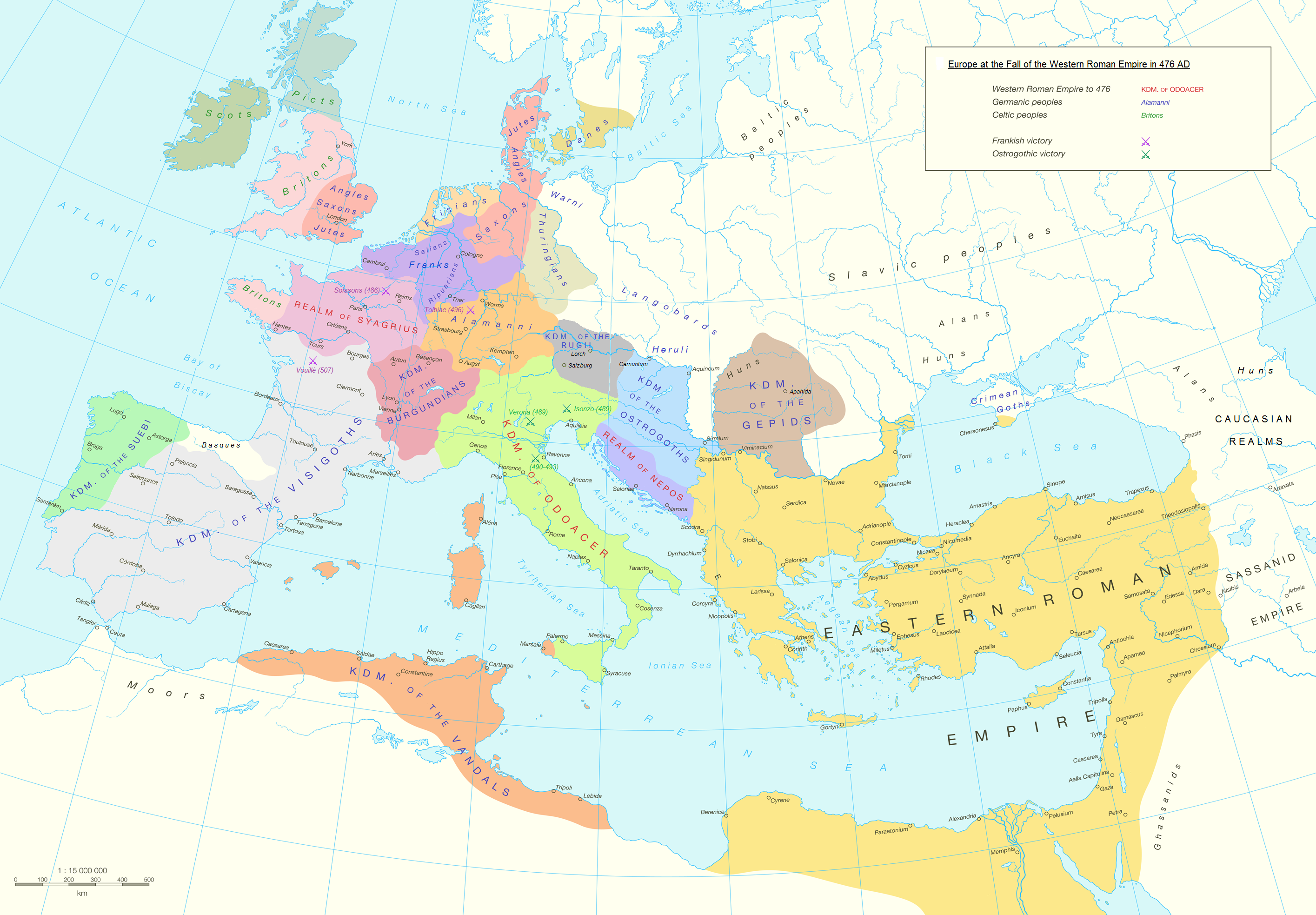
5세기 말 유럽 (476년–486년).

- 459년, 프랑크족의 트리어 점령, 마요리아누스 황제 시기 로마의 갈리아 남부와 히스파니아 대부분 재정복.
- 460년, 로마군이 루쿠스 아우구스티에서 수에비족에 승리를 거둠, 로마 함대가 반달족이 매수한 반역자들에 의해 전멸, 반달 왕국에 대한 공격 취소.
- 461년, 70척으로 이뤄진 반달족 함대가 기습 공격으로 40척의 로마 함대를 전멸시킴.
- 463년, 오를레앙 전투.
- 465년, 동고트족 왕 발라미르 전사.
- 468년, 비잔티움 제국의 반달 왕국 공격, 반달족이 헤르마이움 곶 해전에서 비잔티움 제국에 승리.
- 469년, 동고트족이 볼리아 전투에서 친로마 성향의 게르만 동맹군에 결정적 승리를 거둠,[103] 훈 제국의 멸망, 서고트족이 데올 전투에서 브르타뉴-로마 동맹군에 의해 공격이 좌절.
- 472년, 족장 테오도리크 스트라보가 동고트족의 트라키아 봉기를 일으킴.
- 476년, 헤룰리족, 스키리족, 투르킬링기족 용병대의 봉기, 라벤나 전투, 헤룰리족 족장 오도아케르가 이탈리아 왕이 됨, 사실상의 마지막 서로마 황제 로물루스 아우구스툴루스의 폐위, 서로마 제국 멸망.

## 같이 보기
- 튜턴족의 분노
- 악세 작전

### 참고 문헌
- Cassius Dio (229), 《Dio's Roman History》 VI, 번역 Cary, Earnest, London: William Heinemann (1917에 출판됨), ISBN 9780674990920
- Tacitus, Publius Cornelius (117),  Church, Alfred John; Brodribb, William Jackson, 편집., 《Annals of Tacitus (translated into English)》, London: MacMillan and Co. (1895에 출판됨)

## 추가 서적 자료
- Florus on the Germanic wars 보관됨 2016-03-03 - 웨이백 머신, translated by E.S. Forster, www.livius.org October 2010
- The Germanic Wars, second century, www.unrv.com October 2010
- Roman Germanic Wars, 12 BC to 17 AD, www.heritage-history.com October 2010
- Timeline of Ancient Europe, www.earth-history.com October 2010
- Speidel, Michael, 2004, Ancient Germanic warriors: Warrior styles from Trajan's column to Icelandic sagas. (book)